# Arthur Mille
Arthur Mille, né le 30 juillet 1854 à Beaupréau (Maine-et-Loire) et mort le 15 novembre 1942 à Lyon (Rhône), est un homme politique français. Il est député sous la IIIe République. Franc-maçon, il préside le conseil de l'ordre du Grand Orient de France de 1922 à 1925.

## Biographie
Issue d'une famille aisée, Arthur Mille suit des études secondaires au lycée d'Angers, puis ceux de l'École supérieure de pharmacie de Paris. Interne des hôpitaux de Paris, il s'établit comme pharmacien à Moulin, puis à Vichy. Il acquiert une grande notoriété dans sa profession et fonde la revue Le guide médical . Arthur Mille, fait fortune grâce au développement des « lithinés du docteur Gustin » spécialité pharmaceutique soulageant les brulures de l'estomac et les coliques. Il structure et préside, pendant de nombreuses années, le syndicat des pharmacies commerciales.
Attiré depuis ses études par le socialisme, il est membre actif dès 1893 de la « Chevalierie française du travail », il adhère en 1905 et dès sa création à le SFIO. Se présentant à une législative partielle en 1909 dans le département de l'Allier, il est élu à la surprise générale. Réélu en 1910, il présente au cours de son mandat, un texte de loi, visant à organiser la pharmacie. Il se représente en 1914, mais il est battu par le docteur Delfos républicain-sociale. À la fin de la guerre, il quitte la SFIO en désaccord avec la « majorité bolchevisante » du parti et tente de se présenter sous une étiquette dissidente en socialiste indépendant. Ne connaissant pas le succès, il quitte la vie politique. 
Arthur Mille est initié en franc-maçonnerie en 1888 à la loge « Bienfaisance et progrès » de Paris et appartenant au Grand Orient de France, il la quitte en 1890 pour rejoindre « L'évolution sociale » dont il est le vénérable maitre en 1894 et 1895. À la suite d'une scission, il crée avec d'autres membres une nouvelle loge « L'internationale », fortement empreint de socialisme et qui travaille sur des questions sociales tres affirmées. Arthur Mille s'investit fortement dans les instances de l'obédience maçonnique, il est élu au conseil de l'ordre en 1895 et y siège presque sans discontinuité pendant près de 18 ans. C'est le conseiller ayant siégé le plus longtemps au conseil de l'histoire du GODF. Il est élu président du conseil de 1922 à 1925.
Usant de sa fortune à des fins culturelles, il fonde un prix littéraire récompensant un ouvrage maçonnique, attribué en autres à Gaston Martin, pour son ouvrage Manuel d'histoire de la franc-maçonnerie française
Son nom figurant sur la liste du journal officiel de 1941 du régime de Vichy, il se réfugie à Lyon où il meurt le 15 novembre 1942
Il est le père de Marguerite (Suzanne) Mille qui épouse le romancier et éditeur Fernand Aubier.